# Bulbul de l'Himàlaia
El bulbul de l'Himàlaia (Pycnonotus leucogenys) és una espècie d'ocell de la família dels picnonòtids (Pycnonotidae). Habita zones boscoses, matolls i terres de conreu als turons de l'Himàlaia des de l'est de l'Afganistan, fins al nord-est de l'Índia. El seu estat de conservació es considera de risc mínim.